# Jörgen Pettersson
Jörgen Pettersson (Lackalänga, 1975. szeptember 29. –) svéd válogatott labdarúgó.
A svéd válogatott tagjaként részt vett a 2000-es Európa-bajnokságon.

## Sikerei, díjai
Az év csatára Svédországban (1)1995